# Christian Gallimard
Pour les articles homonymes, voir Gallimard (homonymie).
Christian Gallimard, né en 1944 à Paris, est un éditeur et chef d'entreprise français installé à Genève. 

## Biographie
Fils aîné de Claude Gallimard, il est longuement associé au développement des éditions Gallimard après être envoyé faire un stage chez l'éditeur américain Harcourt Brace Jovanovich (en). Sous la présidence de son grand-père Gaston Gallimard puis sous celle de son père Claude qui le programme pour assurer la perpétuation familiale du groupe, il impulse l'autonomie de la maison en se séparant de la diffusion Hachette et des co-éditions telles que le Livre de Poche, ce qui donne naissance à la collection Folio, ou bien encore l'Univers des formes et la Bibliothèque de la Pléiade, restés chez Gallimard.
Il est à l'origine, en 1971, de l'outil logistique indépendant de distribution, la Sodis, des outils de diffusion commerciale comme le CDE et le FED, et du recrutement de Pierre Marchand qui développe les secteurs jeunesse et loisirs (voile et guides) avec un succès remarqué. 
Toujours à l'affût des évolutions technologiques et de la modernité (informatisation, création d'une filiale audiovisuelle avec Gaumont), son intérêt pour la prospective lui vaut des rapports parfois difficiles avec des cadres de la maison, et son impatience à devenir le seul maître à bord, conduisent son père Claude, qui profite d'un investissement malheureux dans une maison de sous-distribution à Lyon, pour l'évincer du  groupe Gallimard, en 1984, au profit de son cadet, Antoine. Ce conflit familial éclate publiquement en 1990 et est réglé à l'amiable en juillet 1992.

## Éditions Calligram
En 1990, Christian Gallimard revend, tout comme sa sœur Françoise Gallimard, ses parts dans le groupe, ce qui conduit Antoine Gallimard à former le Groupe Madrigall en 1992. Après son départ pour la Suisse, il fonde à Genève la même année, avec son épouse Pascale, les éditions Calligram (quasi-anagramme de Gallimard) qui publient notamment sa collection emblématique la série « Max et Lili ».